# Koto Lolo
Koto Lolo is een bestuurslaag in het regentschap Sungai Penuh van de provincie Jambi, Indonesië. Koto Lolo telt 1430 inwoners (volkstelling 2010).